# Téglagyárdűlő
Téglagyárdűlő Budapest egyik városrésze a X. kerületben. Korábban ipari jellegű, gyéren lakott városrész.

## Fekvése
Határai: Jászberényi út a Maglódi úttól – Kozma utca – Sírkert utca – Maglódi út a Jászberényi útig.

## Megközelítése
- Autóbusszal:  68, 85E, 95, 161, 161A, 162, 168E, 195, 202E, 262, 268
- Villamossal:  28, 37
- Vasúton: Rákos vasútállomás

## Története
A városrész a nevét az itt létesült, azóta megszűnt téglagyárakról kapta. A Gránátos utca és a Kozma utca között mára felhagyott hulladéklerakó üzemelt.

## Sport
- Dreher SE sportpályája